# Marduk-zer-x
Marduk-zer-X (ca. 1046–1033 a. C.) fue el 10º y penúltimo rey de la II Dinastía de Isin (IV dinastía de Babilonia). La última parte de su nombre es desconocida, ya que las fuentes de información, la Lista A de reyes y la Lista sincrónica de reyes, están dañadas en ese lugar de la secuencia , por lo que se ha colocado una "x". La lectura de la segunda palabra, “zer” (por Poebel) es igualmente incierta, y podría ser MU, que correspondería a šuma o similar. Fue contemporáneo del rey asirio Aššur-nasir-pal.
Gobernó 12 años, según la  Lista A de reyes. Hasta el momento, no se ha identificado ninguna inscripción contemporánea de su reinado, y sólo se dispone de las listas de reyes para identificarle.
Fue sucedido por Nabû-šumu-libūr, cuya relación con él, es incierta.